# Пхитсанулок (аэропорт)
Аэропорт Пхитсанулок (тайск. ท่าอากาศยานพิษณุโลก), (ИАТА: PHS, ИКАО: VTPP) — гражданский аэропорт, обслуживающий коммерческие авиаперевозки города Пхитсанулок (одноимённой провинции, Таиланд). Находится под управлением государственной компании Аэропорты Таиланда.

## Общие сведения
Аэропорт Пхитсанулок расположен на высоте 47 метров над уровнем моря и эксплуатирует одну взлётно-посадочную полосу 14/32 размерами 3000х47 метров с асфальтовым покрытием.